# Latvijas Basketbola Līga
Die Latvijas Basketbola Līga sind die lettischen Basketballligen, die vom lettischen Basketballverband Latvijas Basketbola Savieniba (LBS) organisiert werden.

## Lettische Basketballligen
- LBL – Latvijas Basketbola Liga (Herrenliga)
- LSBL – Latvijas Sieviešu Basketbola Liga (Damenliga)
- LBAL – Latvijas Basketbola Amatieru Liga (Amateurliga)
- HBBL – Hansabanka Basketbola Jaunatnes Liga

## Meisterschaften
| - 1991/92 – Brocēni - 1992/93 – Brocēni - 1993/94 – SWH/Brocēni - 1994/95 – SWH/Brocēni - 1995/96 – ASK/Brocēni - 1996/97 – ASK/Brocēni/LMT - 1997/98 – ASK/Brocēni/LMT - 1998/99 – ASK/Brocēni/LMT - 1999/00 – BK Ventspils - 2000/01 – BK Ventspils - 2001/02 – BK Ventspils - 2002/03 – BK Ventspils - 2003/04 – BK Ventspils - 2004/05 – BK Ventspils - 2005/06 – BK Ventspils | - 2006/07 – ASK Riga - 2007/08 – Barons Riga - 2008/09 – BK Ventspils - 2009/10 – Barons Riga - 2010/11 – VEF Riga - 2011/12 – VEF Riga - 2012/13 – VEF Riga - 2013/14 – BK Ventspils - 2014/15 – VEF Riga - 2015/16 – BK Valmiera Ordo - 2016/17 – VEF Riga - 2017/18 – BK Ventspils |

### Nach Vereinen
| Rang | Verein           | Titel |
| ---- | ---------------- | ----- |
| 1    | BK Ventspils     | 10    |
| 2    | SWH/Brocēni      | 8     |
| 3    | VEF Riga         | 5     |
| 4    | Barons Riga      | 2     |
| 5    | ASK Riga         | 1     |
|      | BK Valmiera Ordo | 1     |